# Hrabstwo Cleburne (Arkansas)

Piramida wieku hrabstwa

Hrabstwo Cleburne (ang. Cleburne County) – hrabstwo w stanie Arkansas w Stanach Zjednoczonych.
Obszar całkowity hrabstwa obejmuje powierzchnię 591,91 mil2 (1533 km²). Według danych z 2010 r. hrabstwo miało 25 970 mieszkańców. Hrabstwo powstało 20 lutego 1883. Hrabstwo należy do nielicznych hrabstw w Stanach Zjednoczonych należących do tzw. dry county, czyli hrabstw gdzie decyzją lokalnych władz obowiązuje całkowita prohibicja.

## Główne drogi
| - Arkansas Highway 5 - Arkansas Highway 16 - Arkansas Highway 25 - Arkansas Highway 25 Business - Arkansas Highway 25 Spur - Arkansas Highway 87 - Arkansas Highway 92 - Arkansas Highway 107 - Arkansas Highway 110 | - Arkansas Highway 124 - Arkansas Highway 210 - Arkansas Highway 225 - Arkansas Highway 263 - Arkansas Highway 336 - Arkansas Highway 337 - Arkansas Highway 356 - Arkansas Highway 980 |

## Sąsiednie hrabstwa
- Hrabstwo Stone (północ)
- Hrabstwo Independence (północny wschód)
- Hrabstwo White (południowy wschód)
- Hrabstwo Faulkner (południowy zachód)
- Hrabstwo Van Buren (zachód)

## Miasta
- Concord
- Fairfield Bay
- Quitman
- Greers Ferry
- Heber Springs
- Higden

## CDP
- Tumbling Shoals